# Þórir Bergsson
Þórir Bergsson (eigentlich Þorsteinn Jónsson; * 23. August 1885 in Hvammur, Norðurárdalur; † 14. November 1970 in Reykjavík) war ein isländischer Schriftsteller.
Þorir war der Sohn eines Pfarrers. Von 1907 bis 1914 war er bei der Post, danach bis 1943 bei einer Bank angestellt. Seine ersten veröffentlichten Erzählungen stammen aus dem Jahr 1911. Außerdem schrieb er Romane und Novellen. Mit Stökkið wurde eine seiner Erzählungen 1982 unter dem Titel The Jump ins Englische übersetzt und in einer Anthologie veröffentlicht.

## Werke
- Sögur (Erzählungen, 1939)
- Vegir og vegleysur (Roman, 1941)
- Nýjar Sögur (Erzählungen, 1944)
- Ljóðakver (Gedichte, 1947)
- Hvítsandar (Roman, 1949)